# Jana Yngland Hrušková

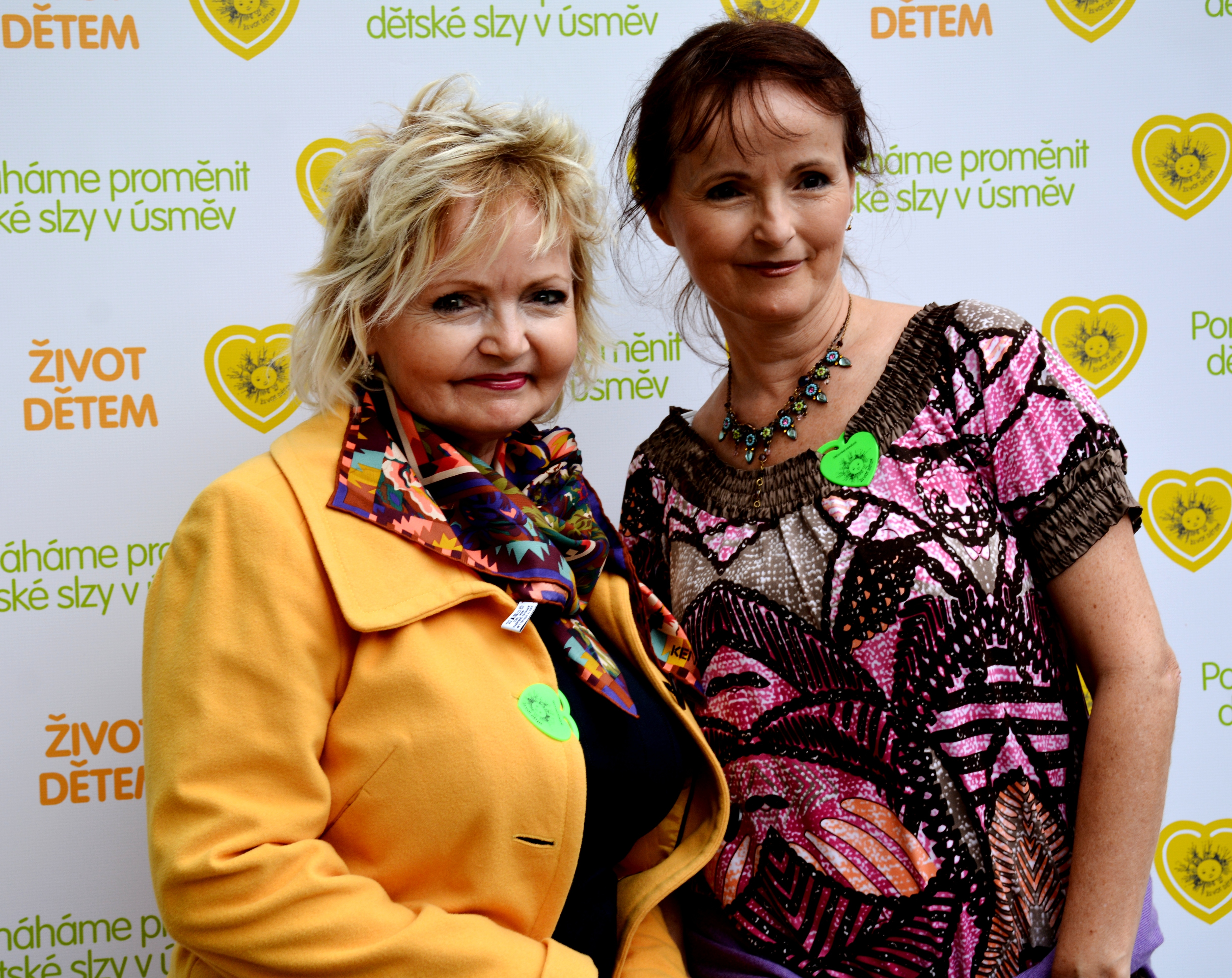
Jana Yngland Hrušková a její sestra Eva Hrušková (2015)

Jana Yngland Hrušková (* 30. ledna 1959 Náchod) je česká herečka, zpěvačka, moderátorka a aktivistka, streamerka a influencerka.

## Život
Hrála s rockovou skupinou Genese v Hradci Králové. Je především známá z programu MEMENTO, kde zpívala s Petrem Novákem. Také natočila koncem 80. let videoklipy a písničky Leška Semelky a dalších autorů. V roce 1989 se vdala do Norska a následně s manželem odešla do Německa. Tam pracovala jako zpěvačka a učitelka zpěvu. V roce 2013 se vrátila zpět do České republiky, kde začala hrát divadlo pro děti. Příchodem migrantské vlny se začala této tematice věnovat. Aktivně se zajímá o politické dění.[zdroj?]
Jana Yngland Hrušková je sestra Evy Hruškové, která ztvárnila hlavní postavu v černobílé pohádce Popelka z roku 1969. Společně hrají v loutkovém divadle Evy Hruškové a Jana Přeučila. Také vystupovala s Vlastimilem Harapesem a dalšími českými umělci.[zdroj?]
V současnosti[kdy?] bydlí v České Skalici, věnuje se loutkovému divadlu, jezdí hrát představení pro děti, vystupuje v domovech seniorů a natáčí na sociální sítě. Pracuje i jako učitelka zpěvu.[zdroj?]
Je vdaná za norského novináře Daga Haralda Ynglanda. Má s ním jednoho syna, Jana Hrušku. Od roku 2016 je také reportérkou studentského magazínu DISUK.cz.

## Politické působení
Dle vlastních slov má politicky blízko například k Viktoru Orbánovi nebo Matteo Salvinimu, v prezidentských volbách podporovala Donalda Trumpa. Ostře se staví proti přistěhovalectví a islámu. Na své názory upozornila svými články a zejména vystoupením v pořadu Máte slovo s Michaelou Jílkovou, kdy na dotaz tazatele Martina Schwarze z iniciativy Proti projevům nenávisti odpověděla slovy: „Ňuňuňu, podívejte se na něho, mladej, odkudpak přišel,“ za což jí server Demagog.cz udělil prvenství v soutěži „o nejhutnější využití argumentačních faulů“. V roce 2016 oznámila svůj zájem kandidovat na prezidentku České republiky v prezidentských volbách, které se konaly v roce 2018.[zdroj?]

## Sociální sítě

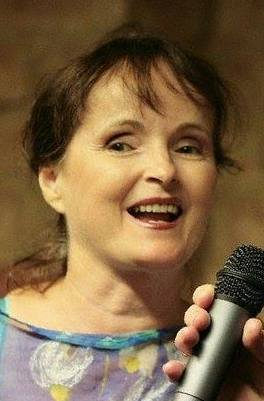
Jana Yngland Hrušková (2015)

Jana Yngland Hrušková je influencerkou na sociálních sítích, na něž natáčí videa a pořádá livestreamy. Aktivní je především na sociálních sítích, kde má několik desítek tisíc sledujících. Proslavila se především internetovými videi a livestreamy.[zdroj?]
Nově[kdy?] se spojila s Olívií Žižkovou na Facebooku, kde pod stránkou Jana Yngland INITERNATIONAL pravidelně pořádají livestreamy.[zdroj?]

## Umělecký život
Vyrůstala v Hradci Králové a od mala chodila do hudební školy a zpívala v dětském sboru. Později hrála s taneční i rockovou kapelou. V letech 1981 až 1982 vystupovala na Vokalíze – Festivalu jazzových zpěváků v Praze, jenž organizovala jazzová zpěvačka Jana Koubková. V roce 1982 se rovněž zúčastnila televizní soutěže Dluhy Hany Zagorové, v níž zvítězila. V roce 1986 odešla do Prahy, aby mohla s Petrem Novákem zpívat v jeho programu Memento. Také účinkovala s jazzovým kvartetem Jazz Fragment Praha, vydala desku, natočila několik videoklipů a vystupovala v televizi i rozhlase. V roce 1990 odešla do Norska a v roce 1992 do Berlína, kde natočila několik singlů a vyučovala zpěv. Vystupovala v divadle pro děti Evy Hruškové a Jana Přeučila.[zdroj?]